# Siła marzeń
Siła marzeń è il quinto singolo della cantante pop polacca Gosia Andrzejewicz.

## Classifiche
| Classifica (2007)    | Posizione massima |
| -------------------- | ----------------- |
| Polish Singles Chart | 29                |